# 7450 Шиллінг
7450 Шиллінг (7450 Shilling) — астероїд головного поясу, відкритий 24 липня 1968 року.
Тіссеранів параметр щодо Юпітера — 3,229.